# موتور داوود خالدی
موتور داوود خالدی روستایی در دهستان حومه بخش مرکزی شهرستان میرجاوه استان سیستان و بلوچستان ایران است.

## جمعیت
بر پایه سرشماری عمومی نفوس و مسکن در سال ۱۳۹۵ جمعیت این مکان ۵۰ نفر (۱۳خانوار) بوده‌است.